# تاج كوه (فشارود)
تاج كوه (بالفارسية: تاج کوه) هي مستوطنة تقع في إيران في قسم فشارود الريفي. يقدر عدد سكانها بـ 77 نسمة .